# Ciències naturals
Les ciències naturals són aquelles que tenen per objecte l'estudi de la naturalesa. Estudien els aspectes físics, no humans del món. Intenten explicar el perquè del món i l'univers, dels processos orgànics i inorgànics, per via de processos naturals, per contraposició als processos divins. Busquen el coneixement del tot material i físic basant-se en el mètode científic.
Les ciències naturals formen la base de les ciències aplicades. Juntes, les ciències naturals i aplicades es distingeixen de les ciències socials, que estudien els aspecte humans del món, també de la teologia, les humanitats i les arts. Les matemàtiques no formen part de les ciències naturals però les proveeixen de moltes eines.

## Ciències naturals
Dins les ciències naturals, distingim les següents disciplines:
- Astronomia
- Biologia
  - Botànica
  - Ecologia
  - Zoologia
- Ciències Ambientals
- Ciències de la Terra
- Geologia
- Física
  - Física Clàssica
  - Física Quàntica
  - Cosmologia
- Química